# Grimmia canariensis
Grimmia canariensis là một loài Rêu trong họ Grimmiaceae. Loài này được (H. Winter) Broth. mô tả khoa học đầu tiên năm 1924.